# Fantastic Plastic Machine
Tomoyuki Tanaka es un DJ de música electrónica de origen japonés, más conocido por su nombre artístico Fantastic Plastic Machine. Tanaka es considerado parte del movimiento Shibuya-kei, influenciado fuertemente por el bossa nova,  el lounge, el soft rock y el pop francés, aunque incorpora otros estilos de música. Tanaka nació en la ciudad de Kioto. Sus primeros dos álbumes, The Fantastic Plastic Machine (1997) y Luxury (1998), fueron aclamados por la crítica y gozaron de mucha popularidad dentro y fuera de su país natal.

## Discografía

### Álbumes
- The Fantastic Plastic Machine (1997)
- Summer Review EP (1998)
- Luxury (1998)
- Beautiful (2001)
- Too (2003)
- Imaginations (2006)
- FPM (2009)
- Scale (2013)

### Compilados y remixes
- International Standard FPM Luxury Remixes (1999)
- Style #09/Dancing at the Disco at the End of the World (1999)
- Very Best of FPM in the Mix (mixed by Tatsuo Sunaga) (2000)
- Contact (2001)
- Les Plus (2001)
- Space Program (2001)
- Why Not? (2002)
- Zoo (2003)
- Sound Concierge #401 Do Not Disturb (2004)
- Sound Concierge #402 Four Kicks Adventure (2004)
- Sound Concierge #403 Air Conditioning (2004)
- Sound Concierge #404 Electric Carnival (2004)
- Dimension Mix (2005)
- Sound Concierge #501 Blanket (2005)
- Sound Concierge #502 Tell Me for Your Delightful Moment (2005)
- Sound Concierge Annex Contemporary Love Songs (2005)
- FPMB: Fantastic Plastic Machine Best   (2007)
- Sound Concierge #701 Super Romantic for your moments in love  (2007)
- Sound Concierge #702 Electric Heaven for hyper discothèque  (2007)
- Sound Concierge Japan "Japanese Lyric Dance" (2008)
- House☆Disney (2009)
- Versus. Japanese Rock vs. FPM (2010)
- Qlassix (2011)[4]